# Рихтер, Аннегрет
Аннегрет Рихтер (нем. Annegret Richter, в девичестве — Иррганг, род. 13 октября 1950 года, Дортмунд, ФРГ) — западногерманская бегунья на короткие дистанции, чемпионка Олимпиады 1972 года в эстафете 4×100 метров, чемпионка Олимпиады 1976 года в беге на 100 метров. В 1976—1977 годах владела мировым рекордом на этой дистанции (11,01 с).

## Биография
Первые спортивные успехи пришли к Аннегрет в 1971 году, когда она под девичьей фамилией Иррганг стала чемпионкой Европы в эстафете 4×100 метров. В 1973 году она стала победительницей зимнего первенства Европы в беге на 60 м и в эстафете 4×180 м. В 1974 году она завоевала серебро на чемпионате Европы в эстафете 4×100 м.
В 1970-х годах прославилась напряжёнными дуэлями на беговой дорожке со спортсменками ГДР, в особенности с Ренатой Штехер.
Пик спортивной карьеры Аннегрет Рихтер пришёлся на 1976 года, когда на Олимпийских играх в Монреале она победила на 100-метровой дистанции и завоевала две серебряные медали в беге на 200 метров и в эстафете 4×100 метров. В полуфинале бега на 100 метров она установила мировой рекорд (11,01 с), улучшив на 0,03 с прежнее достижение, установленное её подругой по команде Инге Хельтен за месяц до Олимпиады.
В 1977 году Рихтер ушла из спорта, но вернулась в 1979 году и прошла отбор в эстафетную команду ФРГ на Олимпиаду 1980 года в Москве, однако из-за бойкота Олимпиады, организованного администрацией США, её выступление на играх не состоялось. После Олимпиады она окончательно ушла из спорта.
Замужем за бегуном на 400 метров с барьерами Манфредом Рихтером (Manfred Richter, род. 19 сентября 1949 года). Их дети, Даниэла и Маркус, известные в Германии легкоатлеты.